# Arista (geometría)
Arista (del latín arista) es, en geometría, el segmento de recta que limita la cara, también conocida como lado, de una figura plana. En la geometría sólida se le llama arista al segmento de línea donde se encuentran dos caras.
Un tetraedro, por ejemplo, tiene 6 aristas. Una arista corresponde a lo que en lenguaje cotidiano se llama de modo coloquial «borde», «filo» o «extremo».
Línea recta de intersección de dos planos o dos superficies de un poliedro que se cortan: la arista de un poliedro es la línea recta en la que se cortan dos caras.

## Incidencias con otras caras
En un polígono, dos aristas se encuentran en cada vértice; en general, según el Teorema de Balinski, al menos «n» aristas se encuentran en un politopo convexo de la dimensión «n».
De manera similar, en un poliedro, dos facetas planas, de la segunda dimensión, se encuentran en cada arista, Mientras en un politopo de dimensión superior tres o más facetas de la segunda dimensión se encuentran en cada arista.